# Vjazma (město)
Vjazma (rusky Вязьма) je město v Ruské federaci, administrativní centrum Vjazemského okresu, nacházejícího se ve východní části Smolenské oblasti. V roce 2005 ve městě žilo 56500 obyvatel. Vjazma je významnou železniční křižovatkou na trati Moskva-Smolensk a Ržev-Kaluga.
Město se nachází na řece Vjazma, 175 km od Smolenska, ve Vjazemské vrchovině, kde řeka Vjazma prudce mění směr toku z jihu na severozápad.

## Dějiny
První písemná zmínka o městě pochází z roku 1239, ale město bylo osídleno již podstatně dříve. Začátkem 15. století město obsadila litevská vojska, ale v roce 1494 jej získalo Moskevské knížectví. Ti jej přestavěli na vojenskou pevnost, z níž do dnešních dob zůstala již jen jedna věž.
Během vlády Ivana Hrozného patřilo město od roku 1565 k opričinině. Během období smuty v okolí města propuklo několik rolnických povstání, po útoku polských vojsk město přecházelo několikrát z rukou do rukou. V roce 1612 Vjazma poslala oddíl do vojska Dmitrije Požarského. Kolem roku 1630 car Michail Fjodorovič nařídil postavit nové opevnění. Do roku 1632 byla postavena nová pevnost – velké dolní město.
Od 21. října 1654 do 10. února 1655 byla Vjazma krátce sídlem cara Alexeje I. Michajloviče, který se kvůli epidemii nevrátil do Moskvy ze Smolenska.
22. října 1812 během Napoleonova ruského tažení u města v bitvě carské jednotky porazily ustupující Napoleonovo vojsko. Koncem 19. století se Vjazma stala velkým obchodním městem.
V létě 1843 zde tři měsíce pobýval Karel Havlíček Borovský. Působil tehdy totiž jako vychovatel v rodině moskevského profesora literatury Stěpana Petroviče Ševyrjovova, která zde měla své letní sídlo. Borovského zde šokovaly životní podmínky ruských nevolníků.
Během druhé světové války bylo město 7. října 1941 obsazeno Němci, během bojů bylo v okolí města obklíčeno velké množství sovětských vojsk (jedním z mnoha byl např. Alexandr Pečerskij). Osvobozeno bylo 12. března 1943 jednotkami sovětského západního frontu během bitvy o Ržev.